# Euploea rhadamanthus
Euploea rhadamanthus är en fjärilsart som beskrevs av Fabricius 1807. Euploea rhadamanthus ingår i släktet Euploea och familjen praktfjärilar. Inga underarter finns listade i Catalogue of Life.